# Þorgils Þorsteinsson
Þorgils Þorsteinsson (Thorgils Thorsteinsson, n. 890) fue un vikingo y bóndi de Hof í Álptafirði, Suður-Múlasýsla en Islandia. Era hijo de Þorsteinn Ólvirsson y padre de Helgi Þorgilsson. Es un personaje de la saga de Njál, y saga Vápnfirðinga.